# 란디 라우베크
란디 라우베크(덴마크어: Randi Laubek, 1973년 7월 30일 ~ )는 덴마크의 가수이다.

## 음반 목록

### 정규 앨범
- 《Ducks and Drakes》 (1997년)
- 《Almost Gracefully》 (2000년)
- 《The Wedding of All Things》 (2003년)
- 《Figures of Eight》 (2005년)
- 《Sun Quakes》 (2009년)
- 《Inner Seas Outer Fields》 (2016년)

### 싱글 앨범
- 《Madness Sadness》 (1997년)
- 《Cunningly Concealed》 (1997년)
- 《Tapestry Of Fire》 (1998년)
- 《Midsummer Flu》 (2000년)
- 《Evolution》 (2001년)
- 《Airworthy》 (2001년)
- 《In Port》 (2003년)
- 《Kiss Of Destiny》 (2003년)
- 《What You Feel Like》 (2005년)
- 《Moon Soul》 (2005년)